# Sivergues
Sivergues – miejscowość i gmina we Francji, w regionie Prowansja-Alpy-Lazurowe Wybrzeże, w departamencie Vaucluse.
Według danych na rok 1990 gminę zamieszkiwało 39 osób, a gęstość zaludnienia wynosiła 4 osoby/km² (wśród 963 gmin regionu Prowansja-Alpy-W. Lazurowe Sivergues plasuje się na 748. miejscu pod względem liczby ludności, natomiast pod względem powierzchni na miejscu 704.).

## Populacja

Populacja Sivergues w latach 1962–2008